# Phân loại xe
Xe là phương tiện hỗ trợ hoạt động của con người, tác động thay đổi vị trí địa lý của người, vật, phương tiện, thiết bị,...
Có rất nhiều tiêu chí để phân loại phương tiện (xe)

### Phân loại theo lực tác động
- Xe đẩy
- Xe kéo

### Phân loại theo sức kéo/đẩy
| Xe thô sơ  | Sử dụng súc vật kéo                                    | Xe bò, Xe trâu, Xe ngựa, Xe đạp             |
| -          | sức người                                              | Xe kéo, Xe đạp                              |
| Xe cơ giới | tự hành (sử dụng động cơ đốt trong), hoặc động cơ điện | Xe máy (xe gắn máy), ô-tô (xe hơi); xe điện |
| -          | có đầu kéo, hoặc đuôi đẩy                              | Xe đầu kéo, Xe moóc kéo                     |

### Phân loại theo động cơ

#### Phân loại theo hành trình của động cơ
Hiểu là phân loại theo số trạng thái chính hay số kỳ (thì) trong 1 chu kỳ làm việc của động cơ.
- Xe dùng động cơ 2 kỳ
- Xe dùng động cơ 4 kỳ

#### Phân loại theo dung tích xi-lanh động cơ
Với các loại xe gắn máy hay xe mô-tô 2 bánh, thường phân loại theo dung tích của xi lanh động cơ, tương ứng với mã lực sử dụng:
- Xe dưới 50cc[2]
- Xe từ 50 đến dưới 175cc[3]
- Xe từ 175cc trở lên[4]

#### Phân loại theo nhiêu liệu sử dụng
Nhiên liệu sử dụng trong động cơ có thể là:
- Xăng - máy xăng
- Dầu - máy dầu
- Khí hóa lỏng -

### Phân loại theo bánh xe
Theo loại bánh xe sử dụng
- Xe bánh lốp[5]
  - Lốp đặc
  - Lốp khí
- Xe bánh xích[6]

Theo số bánh xe sử dụng
- Xe 1 bánh[7]
- Xe 2 bánh
- Xe 3 bánh, như xích lô
- Xe 4 bánh
- Xe nhiều bánh

### Phân loại theo sức chứa

#### Phân loại theo khung xe, thùng xe
- Xe toàn tải
- Xe bán tải

#### Phân loại theo số ghế ngồi
Áp dụng phân loại với đa số xe ô-tô chuyên chở người, hoặc tính số ghế người ngồi trong ca-bin, có tính cả người điều khiển (người lái) phương tiện
- Xe một chỗ, ví dụ: xe ben (Nga),...
- Xe 2 chỗ, ví dụ: xe gắn máy,... và một số loại ô-tô 2 chỗ của Nhật
- Xe 4 chỗ, ví dụ với các loại xe con
- Xe 7 chỗ
- Xe 9 chỗ
- Xe 12 chỗ
- Xe 16 chỗ
- Xe 45 chỗ

### Phân loại theo chức năng

#### Xe dân dụng, vận tải
- Xe tải
- Xe thổ mộ
- Xe lôi
- xe nôi
- Xe đò

#### Xe chuyên dụng
- Tắc xi
- Xe buýt
- Xe cứu thương
- Xe lửa
- Xe tang
- Xe quét đường
- Xe rửa đường
- Xe cứu hoả
- Xe cảnh sát
- Xe chở xăng dầu
- Xe tăng
- Xe ben

### Các phân loại khác
- Xe lam
- Xe đạp điện
- Xe cải tiến
- Xe công tơ nơ
- Xe platphóc